# Celestine Lazarus
Celestine Chukwuebuka Lazarus (* 13. November 1992 in Umuchu) ist ein nigerianischer Fußballspieler.

## Karriere
Lazarus spielte bis 2014 in Ungarn beim Halásztelek FC. Zur Saison 2014/15 wechselte er in die Slowakei zum Zweitligisten FK Bodva Moldava nad Bodvou, für den er in jener Spielzeit zu 24 Einsätzen in der zweiten Liga kam. Zur Saison 2015/16 wechselte er nach Polen zum Erstligisten Podbeskidzie Bielsko-Biała. Sein Debüt in der Ekstraklasa gab er im August 2015, als er am dritten Spieltag jener Saison gegen den KS Cracovia in der Startelf stand und in der 67. Minute durch Lukáš Janič ersetzt wurde. Bis Saisonende spielte er vier Mal für den Verein in der höchsten polnischen Spielklasse, aus der man als Tabellenletzter am Saisonende allerdings abstieg.
Daraufhin kehrte Lazarus im September 2016 in die Slowakei zurück und schloss sich dem Erstligisten MFK Zemplín Michalovce an. Für Michalovce kam er zu fünf Einsätzen in der Fortuna liga. In der Winterpause der Saison 2016/17 verließ er den Verein wieder. Nach neun Monaten ohne Verein wechselte er im September 2017 zum Zweitligisten MFK Lokomotíva Zvolen. Für Zvolen kam er zu neun Zweitligaeinsätzen. Im März 2018 schloss er sich dem Ligakonkurrenten FK Spišská Nová Ves an, für den er elf Mal in der zweiten Liga spielte. Spišská Nová Ves stieg am Saisonende allerdings aus der zweithöchsten Spielklasse ab.
Daraufhin wechselte er zur Saison 2018/19 zum Zweitligisten FK Slavoj Trebišov, für den er in jener Spielzeit zu 25 Einsätzen kam. Im September 2019 wechselte er in die Türkische Republik Nordzypern zum Gönyeli SK, den er allerdings nach nur zwei Wochen wieder verließ. Im Januar 2020 kehrte er zu Slavoj Trebišov, für das er bis zum Saisonabbruch nach dem 18. Spieltag zu einem Einsatz kam. Zur Saison 2020/21 wechselte Lazarus zum österreichischen Regionalligisten ATSV Stadl-Paura. Für Stadl-Paura kam er zu neun Regionalligaeinsätzen. Im Januar 2021 wechselte er zum Ligakonkurrenten WSC Hertha Wels.
In einem Jahr bei der Hertha kam er zu 14 Einsätzen. Im Januar 2022 wechselte er zum Stadt- und Ligarivalen FC Wels. Für den FC Wels kam er zu 15 Einsätzen, ehe er mit dem Team zu Saisonende aus der Regionalliga abstieg. Daraufhin verließ er den Verein wieder.